# Гарин, Олег Владимирович
Олег Владимирович Гарин (род. 26 декабря 1973, Игра, Удмуртская АССР) — политический и общественный деятель, депутат Государственной думы Российской Федерации VIII созыва. В 2015—2020 годах — председатель Городской думы Ижевска. Чемпион РСФСР, чемпион и призёр чемпионатов СССР и СНГ по мотокроссу. Победитель конкурса «Лидеры России. Политика».
Из-за вторжения России на Украину, находится под международными санкциями Евросоюза, США, Великобритании и ряда других стран

## Биография
Родился в поселке Игра Удмуртской Республики. В 2001 году окончил Удмуртский государственный университет по специальности «юриспруденция», а в 2003 году — Российскую академию государственной службы при Президенте Российской Федерации по специальности «государственное и муниципальное управление», кандидат экономических наук.
С 1990 по 1991 годы — руководитель кружка мотосекции Игринской станции юных техников. С 1991 по 1995 годы — работник автоклуба Уральского автомобильного завода. С 1995 по 2002 годы — заместитель директора, директор ООО «Вираж». С 2002 по 2004 годы — директор по общим вопросам, директор ОАО «Игринское РТП».
Женат, воспитывает двоих детей.

## Политическая деятельность
Избирался депутатом Игринского районного совета депутатов второго (1999—2002), третьего (2002—2006) и четвёртого (2006—2010) созывов, депутатом Городской думы города Ижевска шестого (2015—2020) и седьмого (2020—2025) созывов.
С 2001 года — член партии «Единая Россия». С 2001 по 2011 год — член президиума политсовета Удмуртского регионального отделения партии «Единая Россия», а также занимал должность секретаря местного отделения Игринского района.
С 2004 по 2006 годы — председатель Игринского районного совета депутатов.
С 2006 по 2011 годы — глава муниципального образования Игринский район.
С 2011 по 2014 годы — министр транспорта и дорожного хозяйства Удмуртской Республики.
С апреля 2014 года по сентябрь 2015 года — заместитель главы администрации — руководитель аппарата администрации города Ижевска. С 2017 по 2019 год работал заместителем секретаря удмуртского регионального отделения Всероссийской политической партии партии «Единая Россия».
С 8 октября 2015 года по 8 октября 2020 года — председатель Городской думы города Ижевска.
С 2020 по 2021 годы — заместитель председателя Городской думы города Ижевска на постоянной основе.
19 сентября 2021 года избран депутатом Государственной думы России по Ижевскому одномандатному округу № 34.
15 февраля 2022 года проголосовал за признание самопровозглашённой Донецкой Народной Республики и Луганской Народной Республики.

## Санкции
23 февраля 2022 года внесён в санкционные списки стран Евросоюза за действия и политику, которые подрывают территориальную целостность, суверенитет и независимость Украины и еще больше дестабилизируют Украину.
24 февраля 2022 года включён в санкционный список Канады «близких соратников режима» за голосование о признании независимости «так называемых республик в Донецке и Луганске».
24 марта 2022 года, на фоне вторжения России на Украину, включён в санкционный список США за «соучастие в войне Путина» и «поддержку усилий Кремля по вторжению в Украину», Госдеп США заявил что депутаты Госдумы используют свои полномочия для преследования инакомыслящих и политических оппонентов, нарушают свободу информации, ограничивают права человека и основные свободы граждан России.
Позднее, по аналогичным основаниям, включён в санкционные списки Великобритании, Швейцарии, Австралии, Японии, Украины и Новой Зеландии.

## Доходы
В 2018 году задекларировал доходы в размере 5 335 217 руб. и жилплощадь размером 256 м2.

## Награды
Награждён почётной грамотой Государственного Совета Удмуртской Республики, почётной грамотой Правительства Удмуртской Республики, благодарностью министра спорта, туризма и молодёжной политики Российской Федерации, благодарностью председателя Совета Федерации Федерального Собрания Российской Федерации, званием «Заслуженный тренер».